# برترام (آیووا)
برترام (به انگلیسی: Bertram) شهری در ایالت آیووا کشور ایالات متحده آمریکا است که جمعیت آن در سرشماری سال ۲۰۱۰ میلادی، ۲۹۴ نفر بوده‌است.